# Brotschgrotte
La Brotschgrotte, dont le nom francisé est grotte du Brotsch, est un vaste abri-sous-roche situé dans la commune de Haegen, massif des Vosges, département du Bas-Rhin.

## Spéléométrie

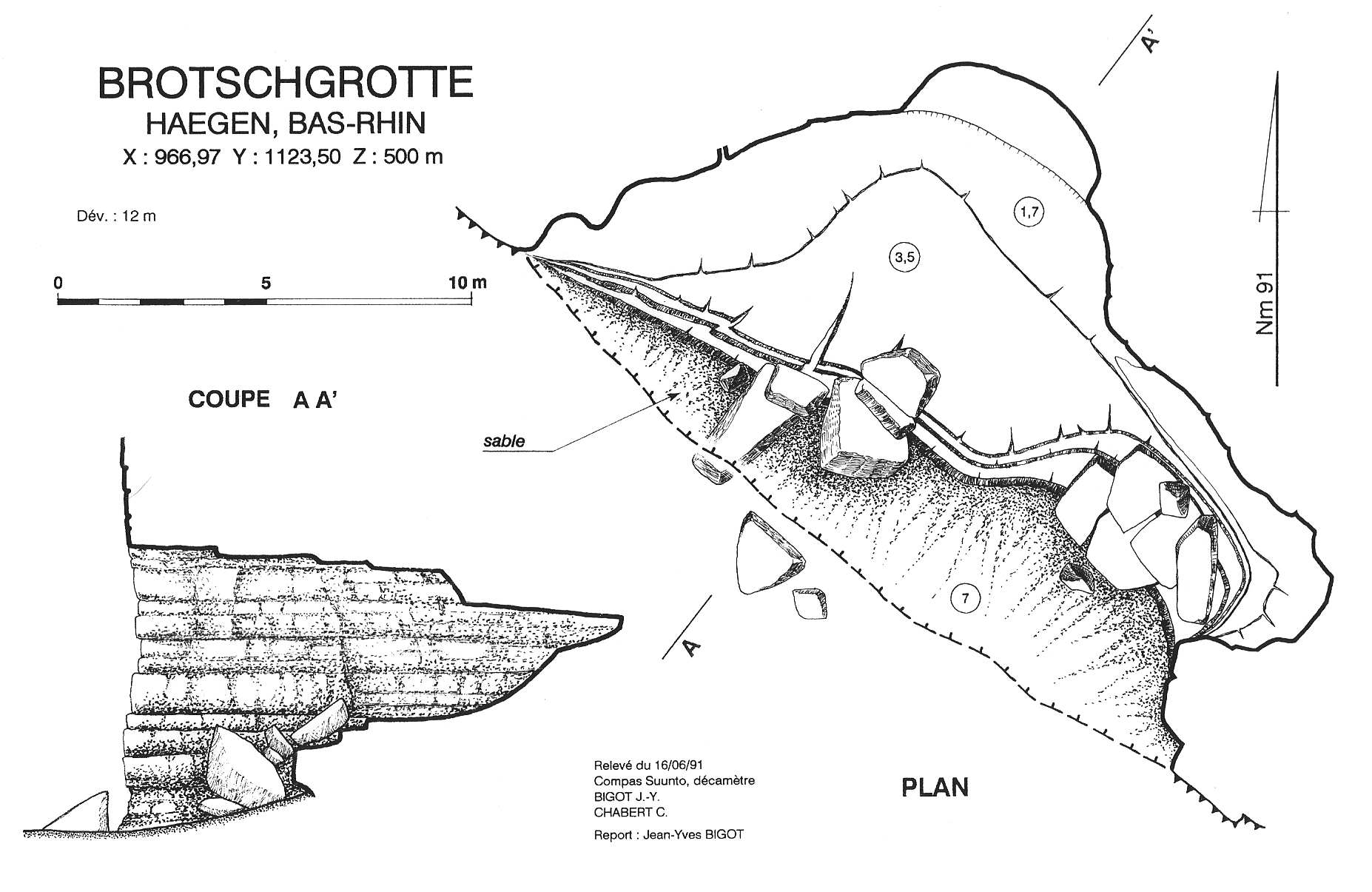
Topographie de la Brotschgrotte.

Le développement de la grotte est de 12 m.

## Géologie
La cavité s'ouvre dans les grès vosgiens du Trias inférieur (Buntsandstein). Une dalle de 15 à 20 m de hauteur domine la grotte qui est connue pour son site d'escalade.  

## Description
La grotte s'ouvre par un large porche de 20 m. Elle présente un sol rocheux et des couches horizontales de grès rouges sur lesquelles il est facile d'évoluer. 
La grotte a été topographiée le 16 juin 1991 par Claude Chabert et Jean-Yves Bigot. 

## Légende
Saint Gall est un hameau de la commune de Thal-Marmoutier, sise au pied du Brotschberg. Là vivait une aubergiste fort avare qui honorait mal ses clients : elle ne remplissait qu'à moitié le verre de schnaps qu'ils commandaient. Aussi, furieux, jetèrent-ils un sort à la femme : à sa mort, ils la condamnèrent à hanter la grotte et à demeurer dans une bonbonne. C'est pourquoi, les jours de grand vent, on l'entend hurler et le vent qui emporte ses cris dit inlassablement : « Mach de spunte uff ! Mache de spunte uff ! » (ouvrez la bonde, que je sorte !).